# 马楚洛夫卡站
马楚洛夫卡站（羅馬化：Matsulyovka）是俄羅斯薩哈林鐵路的一個車站，位於原日治時期大泊郡千歲村境內。其前身為日治時期鐵道省樺太東線之車站中里站（日语：／ Nakasato eki */?）。

## 歷史
- 1906年－為軍需輸送之目的開通開業，使用600mm軌道間距之軍用輕便鐵道行駛於本站～豐原站之間（43.3km）。
- 1907年3月15日－樺太廳成立。移管軍用鐵道至樺太廳鐵道。
- 1910年－改軌為1067mm軌道間距。
- 1911年－豐原站～榮濱站間開通，屬於泊榮線之一站。
- 1941年4月1日 － 樺太鐵道國有化後路線再編，屬於樺太東線之一站。
- 1943年4月1日－編入鐵道省（國有鐵道）。
- 1945年8月：蘇聯紅軍進攻庫頁島後，包含車站全線均被蘇聯紅軍所接收，更名马楚洛夫卡站。
- 1946年4月1日－編入蘇聯國鐵。

## 運行狀況
- 下行，落合站與敷香站各2條行駛，行駛上敷香站、行駛白浦站與行駛豐原站各1條。上行，行駛大泊站有6條與行駛大泊港站有1條。